# Anders Lindqvist
Anders Lindqvist (* 5. Juni 1972 in Eskilstuna) ist ein ehemaliger schwedischer Handballspieler.
Der 1,99 m große und 95 kg schwere Torwart wurde 1989 mit IF Guif schwedischer Juniorenmeister. Mit dem Verein aus Eskilstuna debütierte er auch in der Elitserien. 1996 wechselte er zum norwegischen Verein Drammen HK, mit dem er 1997 norwegischer Meister wurde. 1998 kehrte er nach Schweden zurück und unterschrieb beim Stockholmer Klub Polisen/Söder. Später spielte er noch bei Djurgårdens IF.
In der schwedischen Nationalmannschaft debütierte Anders Lindqvist 1991 und bestritt bis 1998 22 Länderspiele. Bei der Europameisterschaft 1998 stand er als dritter Torwart im erweiterten Kader, kam im Turnier aber nicht zum Einsatz.